# Trace Adkins

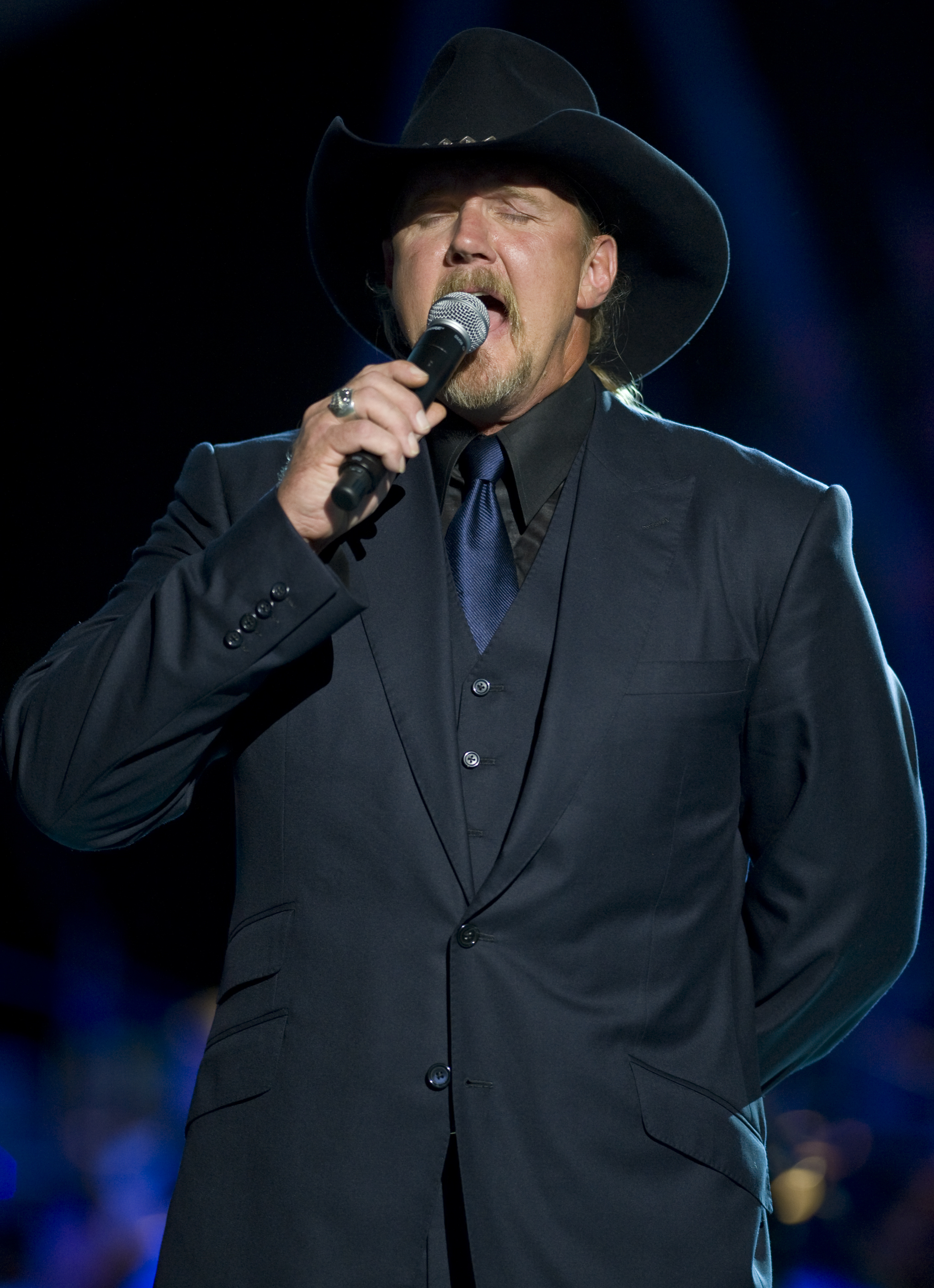
Trace Adkins (2009)

Tracy Darrell Adkins (* 13. Januar 1962 in Springhill, Louisiana) ist ein US-amerikanischer Country-Sänger und Schauspieler.

## Leben
Trace Adkins wird zu den neuen Traditionalisten gezählt, die in den 1990er Jahren entgegen dem vorherrschenden Mainstreamtrend eine vorsichtige Rückbesinnung auf die traditionelle Country-Musik einleiteten.
Neben (This Ain’t) No Thinkin’ Thing (1997), Ladies Love Country Boys (2007) und You’re Gonna Miss This (2008), die sich auf Platz eins der US-Country-Charts platzieren konnten, zählen zu seinen größten Hits Every Light in the House (1996), I Left Something Turned On at Home, I’m Tryin’ (2001), Then They Do (2003) und Hot Mama (2004). In Deutschland wurde Adkins 2006 mit Honky Tonk Badonkadonk einem größeren Publikum bekannt; die Single erreichte in den US-Country-Charts Platz 2.
1997 zeichnete die Academy of Country Music Adkins als „New Vocalist of the Year“ aus. Seine Greatest Hits Collection, Vol. 1 erreichte 2003 Platz eins der Country-Alben-Charts und die Top Ten der Pop-Charts. In den letzten Jahren trat er auch verstärkt als Schauspieler in diversen Kino- und Fernsehproduktion in Erscheinung.
Adkins war ab 1997 mit Rhonda Forlaw verheiratet und hat fünf Töchter, davon zwei aus einer früheren Ehe. 2014 reichte das Paar die Scheidung ein.

## Film und Fernsehen
Seit dem Jahr 2000 war Adkinds in mehr als 40 Film- und Fernshproduktionen zu sehen. Er spielte die Hauptrolle in dem Western Stage Coach - The Texas Jack Story (Kanada, 2016).

## Diskografie

### Alben
| Jahr | Titel                 | Höchstplatzierung, Gesamtwochen, AuszeichnungChartplatzierungen (Jahr, Titel, Platzierungen, Wochen, Auszeichnungen, Anmerkungen) | Höchstplatzierung, Gesamtwochen, AuszeichnungChartplatzierungen (Jahr, Titel, Platzierungen, Wochen, Auszeichnungen, Anmerkungen) | Anmerkungen                |
| Jahr | Titel                 | US | Country | Anmerkungen                |
| ---- | --------------------- | --- | --- | -------------------------- |
| 1996 | Dreamin’ Out Loud     | US53 Platin · (56 Wo.)US | Country6 (104 Wo.)Country | Capitol                    |
| 1997 | Big Time              | US50 Gold · (21 Wo.)US | Country7 (44 Wo.)Country | Capitol                    |
| 1999 | More…                 | US82 (3 Wo.)US | Country9 (33 Wo.)Country | Capitol                    |
| 2001 | Chrome                | US59 Gold · (20 Wo.)US | Country4 (93 Wo.)Country | Capitol                    |
| 2003 | Comin’ On Strong      | US31 Platin · (55 Wo.)US | Country3 (89 Wo.)Country | Capitol                    |
| 2005 | Songs About Me        | US11 ×2Doppelplatin · (78 Wo.)US                                                                                                  | Country1 (104 Wo.)Country | Capitol                    |
| 2006 | Dangerous Man         | US3 Gold · (52 Wo.)US | Country1 (78 Wo.)Country | Capitol                    |
| 2008 | X                     | US32 (18 Wo.)US | Country7 (72 Wo.)Country | Capitol                    |
| 2010 | Cowboy’s Back in Town | US5 (19 Wo.)US | Country1 (57 Wo.)Country | Show Dog / Universal Music |
| 2011 | Proud to Be Here      | US3 (10 Wo.)US | Country2 (55 Wo.)Country | Show Dog / Universal Music |
| 2013 | Love Will...          | US14 (5 Wo.)US | Country6 (18 Wo.)Country | Show Dog / Universal Music |
| 2013 | The King’s Gift       | US75 (5 Wo.)US | Country12 (9 Wo.)Country | Caliburn, Weihnachtsalbum  |
| 2017 | Something’s Going On  | US35 (2 Wo.)US | Country5 (3 Wo.)Country | Wheelhouse                 |
| 2021 | The Way I Wanna Go    | — | Country41 (1 Wo.)Country |                            |

### Kompilationen
| Jahr | Titel                                                           | Höchstplatzierung, Gesamtwochen, AuszeichnungChartplatzierungen (Jahr, Titel, Platzierungen, Wochen, Auszeichnungen, Anmerkungen) | Höchstplatzierung, Gesamtwochen, AuszeichnungChartplatzierungen (Jahr, Titel, Platzierungen, Wochen, Auszeichnungen, Anmerkungen) | Anmerkungen |
| Jahr | Titel                                                           | US | Country | Anmerkungen |
| ---- | --------------------------------------------------------------- | --- | --- | ----------- |
| 2003 | Greatest Hits Collection, Volume 1                              | US9 Platin · (24 Wo.)US | Country1 (104 Wo.)Country | Capitol     |
| 2006 | Honky Tonk Badonkadonk                                          | — | — | Capitol     |
| 2007 | American Man: Greatest Hits Vol. II                             | US22 Platin · (64 Wo.)US | Country3 (78 Wo.)Country | Capitol     |
| 2010 | The Definitive Greatest Hits: Til the Last Shot’s Fired         | US62 (64 Wo.)US | Country12 (78 Wo.)Country | Capitol     |
| 2012 | 10 Great Songs                                                  | — | Country38 (78 Wo.)Country | Capitol     |
| 2013 | Icon                                                            | — | Country55 (78 Wo.)Country | Capitol     |
| 2014 | 10 Great Songs: 20th Century Masters: The Millennium Collection | — | Country43 (78 Wo.)Country | Capitol     |

### Singles
| Jahr | Titel Album                                                  | Höchstplatzierung, Gesamtwochen, AuszeichnungChartplatzierungen (Jahr, Titel, Album, Platzierungen, Wochen, Auszeichnungen, Anmerkungen) | Höchstplatzierung, Gesamtwochen, AuszeichnungChartplatzierungen (Jahr, Titel, Album, Platzierungen, Wochen, Auszeichnungen, Anmerkungen) | Anmerkungen |
| Jahr | Titel Album                                                  | US | Country | Anmerkungen |
| --- | ------------------------------------------------------------ | --- | --- | ----------- |
| 1996 | There’s a Girl in Texas Dreamin’ Out Loud                    | — | Country20 (20 Wo.)Country |             |
| 1996 | Every Light in the House Dreamin’ Out Loud                   | US78 Gold · (9 Wo.)US | Country3 (21 Wo.)Country |             |
| 1997 | (This Ain’t) No Thinkin’ Thing Dreamin’ Out Loud             | — | Country1 (20 Wo.)Country |             |
| 1997 | I Left Something Turned On at Home Dreamin’ Out Loud         | — | Country2 (20 Wo.)Country |             |
| 1997 | The Rest of Mine Big Time                                    | US70 (16 Wo.)US | Country4 (22 Wo.)Country |             |
| 1998 | Lonely Won’t Leave Me Alone Big Time                         | — | Country11 (20 Wo.)Country |             |
| 1998 | Big Time                                                     | — | Country27 (20 Wo.)Country |             |
| 1999 | Don’t Lie More…                                              | — | Country27 (20 Wo.)Country |             |
| 2000 | More More…                                                   | US65 (11 Wo.)US | Country10 (23 Wo.)Country |             |
| 2000 | I’m Gonna Love You Anyway More…                              | — | Country36 (20 Wo.)Country |             |
| 2001 | I’m Tryin Chrome                                             | US44 (20 Wo.)US | Country6 (32 Wo.)Country |             |
| 2002 | Help Me Understand Chrome                                    | US80 (4 Wo.)US | Country17 (23 Wo.)Country |             |
| 2002 | Chrome                                                       | US74 (4 Wo.)US | Country10 (25 Wo.)Country |             |
| 2003 | Then They Do Greatest Hits Collection, Vol.1                 | US52 (13 Wo.)US | Country9 (28 Wo.)Country |             |
| 2003 | Hot Mama Comin’ On Strong                                    | US51 (14 Wo.)US | Country5 (28 Wo.)Country |             |
| 2004 | Rough & Ready Comin’ On Strong                               | US75 Gold · (13 Wo.)US | Country13 (31 Wo.)Country |             |
| 2004 | Songs About Me                                               | US59 Gold · (15 Wo.)US | Country2 (28 Wo.)Country |             |
| 2005 | Arlington Songs About Me                                     | — | Country16 (20 Wo.)Country |             |
| 2005 | Honky Tonk Badonkadonk Songs About Me                        | US30 ×3Platin (Mastertone) + Dreifachplatin · (20 Wo.)US                                                                                 | Country2 (25 Wo.)Country |             |
| 2006 | Swing Dangerous Man                                          | US76 Gold · (10 Wo.)US | Country20 (20 Wo.)Country |             |
| 2006 | Ladies Love Country Boys Dangerous Man                       | US61 Platin · (20 Wo.)US | Country1 (29 Wo.)Country |             |
| 2007 | I Wanna Feel Something Dangerous Man                         | — | Country25 (20 Wo.)Country |             |
| 2007 | I Got My Game On American Man: Greatest Hits Volume II       | — | Country34 (16 Wo.)Country |             |
| 2008 | You’re Gonna Miss This American Man: Greatest Hits Volume II | US12 ×2Doppelplatin · (20 Wo.)US | Country1 (23 Wo.)Country |             |
| 2008 | Muddy Water X                                                | — | Country22 (18 Wo.)Country |             |
| 2009 | Marry for Money X                                            | US98 (3 Wo.)US | Country14 (17 Wo.)Country |             |
| 2009 | All I Ask For Anymore X                                      | US95 (20 Wo.)US | Country14 (23 Wo.)Country |             |
| 2010 | Ala-Freakin-Bama Cowboy’s Back in Town                       | — | Country49 (3 Wo.)Country |             |
| 2010 | This Ain’t No Love Song Cowboy’s Back in Town                | US88 (6 Wo.)US | Country15 (29 Wo.)Country |             |
| 2011 | Brown Chicken Brown Cow Cowboy’s Back in Town                | US— GoldUS | Country39 (11 Wo.)Country |             |
| 2011 | Just Fishin Proud to Be Here                                 | US61 (20 Wo.)US | Country6 (29 Wo.)Country |             |
| 2011 | Million Dollar View Proud to Be Here                         | — | Country38 (16 Wo.)Country |             |
| 2012 | Them Lips (On Mine) –                                        | — | Country52 (7 Wo.)Country |             |
| Folgende Lieder erschienen nicht als Single, wurden aber durch das Album zum Download und Streaming bereitgestellt und konnten somit eine Platzierung erlangen: |                                                              | | |             |
| |                                                              | | |             |
| 1998 | The Christmas Song –                                         | — | Country64 (3 Wo.)Country |             |
| 2009 | Til the Last Shot’s Fired X                                  | — | Country50 (5 Wo.)Country |             |

### Gastbeiträge
| Jahr | Titel          | Höchstplatzierung, Gesamtwochen, AuszeichnungChartplatzierungen (Jahr, Titel, Platzierungen, Wochen, Auszeichnungen, Anmerkungen) | Höchstplatzierung, Gesamtwochen, AuszeichnungChartplatzierungen (Jahr, Titel, Platzierungen, Wochen, Auszeichnungen, Anmerkungen) | Anmerkungen                      |
| Jahr | Titel          | US | Country | Anmerkungen                      |
| ---- | -------------- | --- | --- | -------------------------------- |
| 2009 | Hillbilly Bone | US40 (20 Wo.)US | Country1 (25 Wo.)Country | Blake Shelton feat. Trace Adkins |
| 2019 | Hell Right –   | US99 Gold · (1 Wo.)US | Country14 (20 Wo.)Country | Blake Shelton feat. Trace Adkins |

## Auszeichnungen für Musikverkäufe
| Goldene Schallplatte - Vereinigte Staaten - 2005: für das Videoalbum Video Hits 2 Platin-Schallplatte - Vereinigte Staaten - 2005: für das Videoalbum Video Hits |

Anmerkung: Auszeichnungen in Ländern aus den Charttabellen bzw. Chartboxen sind in ebendiesen zu finden.
| Land/RegionAuszeichnungen für Musikverkäufe (Land/Region, Auszeichnungen, Verkäufe, Quellen) | Gold       | Platin       | Verkäufe   | Quellen  |
| -------------------------------------------------------------------------------------------- | ---------- | ------------ | ---------- | -------- |
| Vereinigte Staaten (RIAA)                                                                    | 10× Gold10 | 14× Platin14 | 17.650.000 | riaa.com |
| Insgesamt                                                                                    | 10× Gold10 | 14× Platin14 |            |          |

## Filmografie (Auswahl)
- 2011: Der Mandant (The Lincoln Lawyer)
- 2016: Deepwater Horizon
- 2019: Badland
- 2021: Old Henry
- 2022: Maneater